# Olympische Sommerspiele 2012/Teilnehmer (Kroatien)
| Gelbes Symbol für Goldmedaillen mit stilisierten Olympischen Ringen | Graues Symbol für Silbermedaillen mit stilisierten Olympischen Ringen | Braundes Symbol für Bronzemedaillen mit stilisierten Olympischen Ringen |
| ------------------------------------------------------------------- | --------------------------------------------------------------------- | ----------------------------------------------------------------------- |
| 3                                                                   | 1                                                                     | 2                                                                       |

Athleten aus Kroatien nahmen in London an den Olympischen Spielen 2012 teil. Es war die insgesamt siebte Teilnahme an Olympischen Sommerspielen als unabhängiger Staat. Das Olympische Komitee Kroatiens nominierte 87 Athleten in 14 Sportarten.
Fahnenträger bei der Eröffnungsfeier war der Handballspieler Venio Losert.

## Medaillen

### Medaillenspiegel
| Medaillenspiegel Kroatien |                |                              |                           |                           |        |
| Platz                     | Sportart       | Goldmedaille – Olympiasieger | Silbermedaille – 2. Platz | Bronzemedaille – 3. Platz | Gesamt |
| 1                         | Leichtathletik | 1                            | -                         | -                         | 1      |
|                           | Schießen       | 1                            | -                         | -                         | 1      |
|                           | Wasserball     | 1                            | -                         | -                         | 1      |
| 4                         | Rudern         | -                            | 1                         | -                         | 1      |
| 5                         | Handball       | -                            | -                         | 1                         | 1      |
|                           | Taekwondo      | -                            | -                         | 1                         | 1      |
| Total                     | Total          | 3                            | 1                         | 2                         | 6      |

### Medaillengewinner

#### Gold
| Name                         | Sportart       | Wettkampf        |
| ---------------------------- | -------------- | ---------------- |
| Sandra Perković              | Leichtathletik | Diskuswurf       |
| Giovanni Cernogoraz          | Schießen       | Wurfscheibe Trap |
| Wasserballnationalmannschaft | Wasserball     | Wasserball       |

#### Silber
| Name                                                    | Sportart | Wettkampf           |
| ------------------------------------------------------- | -------- | ------------------- |
| Damir Martin Martin Sinković Valent Sinković David Šain | Rudern   | Doppelvierer Männer |

#### Bronze
| Name                       | Sportart  | Wettkampf                          |
| -------------------------- | --------- | ---------------------------------- |
| Lucija Zaninović           | Taekwondo | Taekwondo Frauen, Klasse bis 49 kg |
| Handballnationalmannschaft | Handball  | Handball                           |

## Teilnehmer nach Sportarten

### Basketball
| Wettbewerb    | Frauen |
| ------------- | --- |
| Athletinnen   | Sandra Mandir Anđa Jelavić Antonija Mišura Lisa Ann Karcić Emanuela Salopek Marija Vrsaljko Iva Ciglar Ana Lelas Iva Slišković Mirna Mazić Luca Ivanković Jelena Ivezić |
| Trainer       | Stipe Bralić |
| Gruppenphase  | USA (56:81) Volksrepublik China (58:83) Tschechien (70:89) Angola (75:56) Türkei (65:70)                                                                                |
| Viertelfinale | ausgeschieden |
| Halbfinale    | ausgeschieden |
| Finale        | ausgeschieden |
| Platzierung   | – |

### Fechten
| Athleten        | Wettbewerb     | 1. Runde     | 1. Runde | 2. Runde      | 2. Runde      | Achtelfinale  | Achtelfinale  | Viertelfinale | Viertelfinale | Halbfinale    | Halbfinale    | Finale        | Finale        | Rang |
| Athleten        | Wettbewerb     | Gegner       | Ergebnis | Gegner        | Ergebnis      | Gegner        | Ergebnis      | Gegner        | Ergebnis      | Gegner        | Ergebnis      | Gegner        | Ergebnis      | Rang |
| --------------- | -------------- | ------------ | -------- | ------------- | ------------- | ------------- | ------------- | ------------- | ------------- | ------------- | ------------- | ------------- | ------------- | ---- |
| Männer          |                |              |          |               |               |               |               |               |               |               |               |               |               |      |
| Bojan Jovanović | Florett Einzel | Daniel Gómez | 14:15    | ausgeschieden | ausgeschieden | ausgeschieden | ausgeschieden | ausgeschieden | ausgeschieden | ausgeschieden | ausgeschieden | ausgeschieden | ausgeschieden | 36   |

### Handball
| Wettbewerb    | Frauen | Männer |
| ------------- | --- | --- |
| Athleten      | Jelena Grubišić Miranda Tatari Dijana Jovetić Andrea Šerić Anita Gaće Nikica Pušić-Koroljević Lidija Horvat Kristina Franić Andrea Penezić Ivana Jelčić Ivana Lovrić Maja Zebić Vesna Milanović Litre Sonja Bašić | Venio Losert Ivano Balić Domagoj Duvnjak Blaženko Lacković Marko Kopljar Igor Vori Jakov Gojun Zlatko Horvat Drago Vuković Damir Bičanić Denis Buntić Mirko Alilović Manuel Štrlek Ivan Čupić Ivan Ninčević |
| Trainer       | Vladimir Canjuga | Slavko Goluža |
| Gruppenphase  | Brasilien 23:24 (10:9) Angola 28:23 (13:11) Russland 30:28 (15:15) Montenegro 27:26 (12:12) Großbritannien 37:14 (17:6)                                                                                           | Südkorea 31:21 (14:8) Serbien 31:23 (13:9) Ungarn 26:19 (11:9) Dänemark 32:21 (14:9) Spanien 30:25 (11:10)                                                                                                  |
| Viertelfinale | Spanien 22:25 (12:13) | Tunesien 25:23 (11:12) |
| Halbfinale    | ausgeschieden | Frankreich 22:25 (10:12) |
| Finale        | ausgeschieden | Spiel um Platz 3: Ungarn 33:26 (19:14) |
| Platzierung   | – | Bronze |

### Judo
| Athleten             | Wettbewerb       | 1. Runde | 1. Runde | Achtelfinale             | Achtelfinale | Viertelfinale | Viertelfinale | Hoffnungsrunde Halbfinale | Hoffnungsrunde Halbfinale | Halbfinale    | Halbfinale    | Hoffnungsrunde Finale | Hoffnungsrunde Finale | Finale        | Finale        | Rang |
| Athleten             | Wettbewerb       | Gegner   | Ergebnis | Gegner                   | Ergebnis     | Gegner        | Ergebnis      | Gegner                    | Ergebnis                  | Gegner        | Ergebnis      | Gegner                | Ergebnis              | Gegner        | Ergebnis      | Rang |
| -------------------- | ---------------- | -------- | -------- | ------------------------ | ------------ | ------------- | ------------- | ------------------------- | ------------------------- | ------------- | ------------- | --------------------- | --------------------- | ------------- | ------------- | ---- |
| Frauen               |                  |          |          |                          |              |               |               |                           |                           |               |               |                       |                       |               |               |      |
| Marijana Mišković    | Klasse bis 63 kg | Freilos  | Freilos  | Yoshie Ueno              | 000-001      | ausgeschieden | ausgeschieden | ausgeschieden             | ausgeschieden             | ausgeschieden | ausgeschieden | ausgeschieden         | ausgeschieden         | ausgeschieden | ausgeschieden | 9    |
| Männer               |                  |          |          |                          |              |               |               |                           |                           |               |               |                       |                       |               |               |      |
| Tomislav Marijanović | Klasse bis 81 kg | Freilos  | Freilos  | Awtandil Tschrikischwili | 001 - 010    | ausgeschieden | ausgeschieden | ausgeschieden             | ausgeschieden             | ausgeschieden | ausgeschieden | ausgeschieden         | ausgeschieden         | ausgeschieden | ausgeschieden | -    |

### Kanu

#### Kanuslalom
| Athleten    | Wettbewerb | Vorlauf  | Vorlauf | Halbfinale    | Halbfinale    | Finale        | Finale        | Rang |
| Athleten    | Wettbewerb | Zeit (s) | Rang    | Zeit (s)      | Rang          | Zeit (s)      | Rang          | Rang |
| ----------- | ---------- | -------- | ------- | ------------- | ------------- | ------------- | ------------- | ---- |
| Männer      |            |          |         |               |               |               |               |      |
| Dinko Mulić | K-1        | 143,28   | 22      | ausgeschieden | ausgeschieden | ausgeschieden | ausgeschieden | 22   |

### Leichtathletik
Laufen und Gehen 
| Athleten        | Wettbewerb   | Vorlauf | Vorlauf | Halbfinale    | Halbfinale    | Finale        | Finale        | Rang |
| Athleten        | Wettbewerb   | Zeit    | Rang    | Zeit          | Rang          | Zeit          | Rang          | Rang |
| --------------- | ------------ | ------- | ------- | ------------- | ------------- | ------------- | ------------- | ---- |
| Frauen          |              |         |         |               |               |               |               |      |
| Nikolina Horvat | 400 m Hürden | 58,49 s | 8       | ausgeschieden | ausgeschieden | ausgeschieden | ausgeschieden | 36   |
| Lisa Stublić    | Marathon     | –       | –       | –             | –             | 2:34:03 h     | 52            | 52   |

 Springen und Werfen 
| Athleten           | Wettbewerb     | Qualifikation | Qualifikation | Finale        | Finale        | Rang |
| Athleten           | Wettbewerb     | Weite/Höhe    | Rang          | Weite/Höhe    | Rang          | Rang |
| ------------------ | -------------- | ------------- | ------------- | ------------- | ------------- | ---- |
| Frauen             |                |               |               |               |               |      |
| Sandra Perković    | Diskuswurf     | 65,74 m       | 3             | 69,11 m (NR)  | 1             | Gold |
| Ana Šimić          | Hochsprung     | 1,80 m        | 29            | ausgeschieden | ausgeschieden | 29   |
| Männer             |                |               |               |               |               |      |
| Ivan Horvat        | Stabhochsprung | 5,35 m        | 20            | ausgeschieden | ausgeschieden | 20   |
| András Haklits     | Hammerwurf     | 70,61 m       | 30            | ausgeschieden | ausgeschieden | 30   |
| Martin Marić       | Diskuswurf     | 62,87 m       | 17            | ausgeschieden | ausgeschieden | 17   |
| Roland Varga       | Diskuswurf     | 58,17 m       | 36            | ausgeschieden | ausgeschieden | 36   |
| Nedžad Mulabegović | Kugelstoßen    | 19,86 m       | 18            | ausgeschieden | ausgeschieden | 18   |

### Radsport

#### Straße
| Athleten          | Wettbewerb    | Zeit      | Rang |
| ----------------- | ------------- | --------- | ---- |
| Männer            |               |           |      |
| Kristijan Đurasek | Straßenrennen | 5:46:37 h | 68   |
| Radoslav Rogina   | Straßenrennen | 5:46:37 h | 41   |

### Ringen
| Athleten                         | Wettbewerb       | 1. Runde    | 1. Runde | Achtelfinale  | Achtelfinale | Viertelfinale | Viertelfinale | Halbfinale    | Halbfinale    | Hoffnungsrunde Viertelfinale | Hoffnungsrunde Viertelfinale | Hoffnungsrunde Halbfinale | Hoffnungsrunde Halbfinale | Hoffnungsrunde Finale | Hoffnungsrunde Finale | Finale        | Finale        | Rang |
| Athleten                         | Wettbewerb       | Gegner      | Ergebnis | Gegner        | Ergebnis     | Gegner        | Ergebnis      | Gegner        | Ergebnis      | Gegner                       | Ergebnis                     | Gegner                    | Ergebnis                  | Gegner                | Ergebnis              | Gegner        | Ergebnis      | Rang |
| -------------------------------- | ---------------- | ----------- | -------- | ------------- | ------------ | ------------- | ------------- | ------------- | ------------- | ---------------------------- | ---------------------------- | ------------------------- | ------------------------- | --------------------- | --------------------- | ------------- | ------------- | ---- |
| griechisch-römischer Stil Männer |                  |             |          |               |              |               |               |               |               |                              |                              |                           |                           |                       |                       |               |               |      |
| Neven Žugaj                      | Klasse bis 74 kg | Islam Talba | 3:0      | Emin Əhmədov  | 0:3          | ausgeschieden | ausgeschieden | ausgeschieden | ausgeschieden | ausgeschieden                | ausgeschieden                | ausgeschieden             | ausgeschieden             | ausgeschieden         | ausgeschieden         | ausgeschieden | ausgeschieden | 10   |
| Nenad Žugaj                      | Klasse bis 84 kg | Freilos     | Freilos  | Karam Ibrahim | 1:3          | ausgeschieden | ausgeschieden | ausgeschieden | ausgeschieden | ausgeschieden                | ausgeschieden                | Mélonin Noumonvi          | 0:3                       | ausgeschieden         | ausgeschieden         | ausgeschieden | ausgeschieden | 14   |

### Rudern
| Athleten                                                | Wettbewerb   | Vorlauf     | Vorlauf | Vorlauf        | Hoffnungslauf | Hoffnungslauf | Hoffnungslauf | Viertelfinale | Viertelfinale | Viertelfinale | Halbfinale  | Halbfinale | Halbfinale    | Finale      | Finale | Rang   |
| Athleten                                                | Wettbewerb   | Zeit        | Rang    | Qualifikation  | Zeit          | Rang          | Qualifikation | Zeit          | Rang          | Qualifikation | Zeit        | Rang       | Qualifikation | Zeit        | Rang   | Rang   |
| ------------------------------------------------------- | ------------ | ----------- | ------- | -------------- | ------------- | ------------- | ------------- | ------------- | ------------- | ------------- | ----------- | ---------- | ------------- | ----------- | ------ | ------ |
| Mario Vekić                                             | Einer        | 7:02,36 min | 2       | Viertelfinale  | –             | –             | –             | 7:05,78 min   | 4             | Halbfinale D  | 7:33,51 min | 1          | Finale C      | 7:27,60 min | 15     | 15     |
| Damir Martin Martin Sinković Valent Sinković David Šain | Doppelvierer | 5:39,08 min | 1       | Halbfinale A/B | –             | –             | –             | –             | –             | –             | 6:03,39 min | 1          | Finale A      | 5:44,78 min | 2      | Silber |

### Schießen
| Athleten            | Wettbewerb                                     | Qualifikation   | Qualifikation | Finale          | Finale        | Ringe/ Scheiben | Rang |
| Athleten            | Wettbewerb                                     | Ringe/ Scheiben | Rang          | Ringe/ Scheiben | Rang          | Ringe/ Scheiben | Rang |
| ------------------- | ---------------------------------------------- | --------------- | ------------- | --------------- | ------------- | --------------- | ---- |
| Frauen              |                                                |                 |               |                 |               |                 |      |
| Snježana Pejčić     | Sportgewehr Dreistellungskampf 50 Meter        | 584             | 4             | 97,9            | 4             | 681,9           | 5    |
| Snježana Pejčić     | Luftpistole 10 Meter                           | 395             | 18            | ausgeschieden   | ausgeschieden | 395             | 18   |
| Männer              |                                                |                 |               |                 |               |                 |      |
| Giovanni Cernogoraz | Wurfscheibe Trap                               | 122             | 5             | 24+6            | 1             | 146             | Gold |
| Anton Glasnović     | Wurfscheibe Trap                               | 122             | 5             | 21              | 3             | 143             | 6    |
| Anton Glasnović     | Doppel-Trap                                    | 114             | 23            | ausgeschieden   | ausgeschieden | 114             | 23   |
| Bojan Đurković      | Kleinkalibergewehr liegend 50 Meter            | 595             | 8             | 103             | 7             | 698,0           | 7    |
| Bojan Đurković      | Kleinkalibergewehr Dreistellungskampf 50 Meter | 1152            | 35            | ausgeschieden   | ausgeschieden | 1152            | 35   |
| Bojan Đurković      | Luftpistole 50 Meter                           | 590             | 36            | ausgeschieden   | ausgeschieden | 590             | 36   |
| Petar Gorša         | Kleinkalibergewehr liegend 50 Meter            | 586             | 43            | ausgeschieden   | ausgeschieden | 586             | 43   |

### Schwimmen
| Athleten           | Wettbewerb       | Vorlauf     | Vorlauf | Halbfinale    | Halbfinale    | Finale        | Finale        | Rang |
| Athleten           | Wettbewerb       | Zeit        | Rang    | Zeit          | Rang          | Zeit          | Rang          | Rang |
| ------------------ | ---------------- | ----------- | ------- | ------------- | ------------- | ------------- | ------------- | ---- |
| Frauen             |                  |             |         |               |               |               |               |      |
| Sanja Jovanović    | 100 m Rücken     | 1:03,38 min | 36      | ausgeschieden | ausgeschieden | ausgeschieden | ausgeschieden | 36   |
| Kim Daniela Pavlin | 200 m Rücken     | 2:15,67 min | 33      | ausgeschieden | ausgeschieden | ausgeschieden | ausgeschieden | 33   |
| Kim Daniela Pavlin | 200 m Rücken     | 2:15,67 min | 33      | ausgeschieden | ausgeschieden | ausgeschieden | ausgeschieden | 33   |
| Kim Daniela Pavlin | 200 m Freistil   | 2:17,17 min | 30      | ausgeschieden | ausgeschieden | ausgeschieden | ausgeschieden | 30   |
| Karla Šitić        | 10 km Freiwasser | -           | -       | -             | -             | 1:58:54,7 h   | 12            | 12   |
| Männer             |                  |             |         |               |               |               |               |      |
| Mario Todorović    | 50 m Freistil    | 22,75 s     | 28      | ausgeschieden | ausgeschieden | ausgeschieden | ausgeschieden | 28   |

### Segeln
Fleet Race
| Athleten                           | Wettbewerb      | Qualifikation | Qualifikation | Medal Race    | Medal Race    | Punkte        | Rang |
| Athleten                           | Wettbewerb      | Punkte        | Rang          | Punkte        | Rang          | Punkte        | Rang |
| ---------------------------------- | --------------- | ------------- | ------------- | ------------- | ------------- | ------------- | ---- |
| Frauen                             |                 |               |               |               |               |               |      |
| Tina Mihelić                       | Laser Radial    | 148           | 17            | ausgeschieden | ausgeschieden | ausgeschieden | 17   |
| Enia Ninčević Romana Župan         | 470er           | 115           | 17            | ausgeschieden | ausgeschieden | ausgeschieden | 17   |
| Männer                             |                 |               |               |               |               |               |      |
| Luka Mratović                      | Windsurfen RS:X | 170           | 21            | ausgeschieden | ausgeschieden | ausgeschieden | 21   |
| Tonči Stipanović                   | Laser           | 61            |               | 16            |               | 77            | 4    |
| Šime Fantela Igor Marenić          | 470er           | 85            |               | 2             |               | 87            | 6    |
| Ivan Kljaković Gašpić              | Finn Dinghy     | 57            |               | 8             |               | 55            | 5    |
| Petar Cupać Pavle Kostov           | 49er            | 181           | 17            | ausgeschieden | ausgeschieden | ausgeschieden | 17   |
| Dan Lovrović Marin Lovrović Junior | Starboot        | 116           | 16            | ausgeschieden | ausgeschieden | ausgeschieden | 16   |

### Taekwondo
| Athleten         | Wettbewerb       | Achtelfinale   | Achtelfinale | Viertelfinale | Viertelfinale | Halbfinale    | Halbfinale    | Hoffnungsrunde Halbfinale | Hoffnungsrunde Halbfinale | Hoffnungsrunde Finale | Hoffnungsrunde Finale | Finale        | Finale        | Rang   |
| Athleten         | Wettbewerb       | Gegner         | Ergebnis     | Gegner        | Ergebnis      | Gegner        | Ergebnis      | Gegner                    | Ergebnis                  | Gegner                | Ergebnis              | Gegner        | Ergebnis      | Rang   |
| ---------------- | ---------------- | -------------- | ------------ | ------------- | ------------- | ------------- | ------------- | ------------------------- | ------------------------- | --------------------- | --------------------- | ------------- | ------------- | ------ |
| Frauen           |                  |                |              |               |               |               |               |                           |                           |                       |                       |               |               |        |
| Lucija Zaninović | Klasse bis 49 kg | Catherine Kang | 14:0         | Carola López  | 13:4          | Wu Jingyu     | 7:19          | –                         | –                         | Janet Alegría         | 6:5                   | ausgeschieden | ausgeschieden | Bronze |
| Ana Zaninović    | Klasse bis 57 kg | Mayu Hamada    | 11:14        | ausgeschieden | ausgeschieden | ausgeschieden | ausgeschieden | ausgeschieden             | ausgeschieden             | ausgeschieden         | ausgeschieden         | ausgeschieden | ausgeschieden | 11     |

### Tennis
| Athleten               | Wettbewerb | 1. Runde                                | 1. Runde                                | 2. Runde                                | 2. Runde                                | Achtelfinale                            | Achtelfinale                            | Viertelfinale                           | Viertelfinale                           | Halbfinale                              | Halbfinale                              | Finale                                  | Finale                                  | Rang                                    |
| Athleten               | Wettbewerb | Gegner                                  | Ergebnis                                | Gegner                                  | Ergebnis                                | Gegner                                  | Ergebnis                                | Gegner                                  | Ergebnis                                | Gegner                                  | Ergebnis                                | Gegner                                  | Ergebnis                                | Rang                                    |
| ---------------------- | ---------- | --------------------------------------- | --------------------------------------- | --------------------------------------- | --------------------------------------- | --------------------------------------- | --------------------------------------- | --------------------------------------- | --------------------------------------- | --------------------------------------- | --------------------------------------- | --------------------------------------- | --------------------------------------- | --------------------------------------- |
| Frauen                 |            |                                         |                                         |                                         |                                         |                                         |                                         |                                         |                                         |                                         |                                         |                                         |                                         |                                         |
| Petra Martić           | Einzel     | wegen einer Verletzung nicht angetreten | wegen einer Verletzung nicht angetreten | wegen einer Verletzung nicht angetreten | wegen einer Verletzung nicht angetreten | wegen einer Verletzung nicht angetreten | wegen einer Verletzung nicht angetreten | wegen einer Verletzung nicht angetreten | wegen einer Verletzung nicht angetreten | wegen einer Verletzung nicht angetreten | wegen einer Verletzung nicht angetreten | wegen einer Verletzung nicht angetreten | wegen einer Verletzung nicht angetreten | wegen einer Verletzung nicht angetreten |
| Männer                 |            |                                         |                                         |                                         |                                         |                                         |                                         |                                         |                                         |                                         |                                         |                                         |                                         |                                         |
| Marin Čilić            | Einzel     | Jürgen Melzer                           | 7:66, 6:2                               | Lleyton Hewitt                          | 4:6, 5:7                                | ausgeschieden                           | ausgeschieden                           | ausgeschieden                           | ausgeschieden                           | ausgeschieden                           | ausgeschieden                           | ausgeschieden                           | ausgeschieden                           | ausgeschieden                           |
| Ivan Dodig             | Einzel     | Juan Martín del Potro                   | 4:6, 1:6                                | ausgeschieden                           | ausgeschieden                           | ausgeschieden                           | ausgeschieden                           | ausgeschieden                           | ausgeschieden                           | ausgeschieden                           | ausgeschieden                           | ausgeschieden                           | ausgeschieden                           | ausgeschieden                           |
| Ivo Karlović           | Einzel     | wegen einer Verletzung nicht angetreten | wegen einer Verletzung nicht angetreten | wegen einer Verletzung nicht angetreten | wegen einer Verletzung nicht angetreten | wegen einer Verletzung nicht angetreten | wegen einer Verletzung nicht angetreten | wegen einer Verletzung nicht angetreten | wegen einer Verletzung nicht angetreten | wegen einer Verletzung nicht angetreten | wegen einer Verletzung nicht angetreten | wegen einer Verletzung nicht angetreten | wegen einer Verletzung nicht angetreten | wegen einer Verletzung nicht angetreten |
| Marin Čilić Ivan Dodig | Doppel     | –                                       | –                                       | Juan Sebastián Cabal Santiago Giraldo   | 6:3, 6:4                                | Johan Brunström Robert Lindstedt        | 6:3, 6:2                                | David Ferrer Feliciano López            | 4:6, 4:6                                | ausgeschieden                           | ausgeschieden                           | ausgeschieden                           | ausgeschieden                           | ausgeschieden                           |

### Tischtennis
| Athleten        | Wettbewerb | 1. Runde        | 1. Runde | 2. Runde        | 2. Runde | 3. Runde            | 3. Runde      | 4. Runde         | 4. Runde      | Viertelfinale | Viertelfinale | Halbfinale    | Halbfinale    | Finale        | Finale        | Rang |
| Athleten        | Wettbewerb | Gegner          | Ergebnis | Gegner          | Ergebnis | Gegner              | Ergebnis      | Gegner           | Ergebnis      | Gegner        | Ergebnis      | Gegner        | Ergebnis      | Gegner        | Ergebnis      | Rang |
| --------------- | ---------- | --------------- | -------- | --------------- | -------- | ------------------- | ------------- | ---------------- | ------------- | ------------- | ------------- | ------------- | ------------- | ------------- | ------------- | ---- |
| Frauen          |            |                 |          |                 |          |                     |               |                  |               |               |               |               |               |               |               |      |
| Cornelia Molnar | Einzel     | Lily Zhang      | 4:0      | Kim Jong        | 1:4      | ausgeschieden       | ausgeschieden | ausgeschieden    | ausgeschieden | ausgeschieden | ausgeschieden | ausgeschieden | ausgeschieden | ausgeschieden | ausgeschieden | 33   |
| Tian Yuan       | Einzel     | Berta Rodríguez | 4:0      | Georgina Póta   | 1:4      | ausgeschieden       | ausgeschieden | ausgeschieden    | ausgeschieden | ausgeschieden | ausgeschieden | ausgeschieden | ausgeschieden | ausgeschieden | ausgeschieden | 33   |
| Männer          |            |                 |          |                 |          |                     |               |                  |               |               |               |               |               |               |               |      |
| Andrej Gaćina   | Einzel     | –               | –        | Jörgen Persson  | 4:0      | Alexander Schibajew | 4:3           | Chuang Chih-Yuan | 2:4           | ausgeschieden | ausgeschieden | ausgeschieden | ausgeschieden | ausgeschieden | ausgeschieden | 9    |
| Zoran Primorac  | Einzel     | –               | –        | El-Sayed Lashin | 3:4      | ausgeschieden       | ausgeschieden | ausgeschieden    | ausgeschieden | ausgeschieden | ausgeschieden | ausgeschieden | ausgeschieden | ausgeschieden | ausgeschieden | 33   |

### Turnen
| Athleten   | Wettbewerb    | Qualifikation | Qualifikation | Finale        | Finale        | Rang          |
| Athleten   | Wettbewerb    | Punkte        | Rang          | Punkte        | Rang          | Rang          |
| ---------- | ------------- | ------------- | ------------- | ------------- | ------------- | ------------- |
| Frauen     |               |               |               |               |               |               |
| Tina Erceg | Mehrkampf     | 52,065        | 40            | ausgeschieden | ausgeschieden | ausgeschieden |
| Männer     |               |               |               |               |               |               |
| Filip Ude  | Pauschenpferd | 13,933        | 32            | ausgeschieden | ausgeschieden | ausgeschieden |

### Wasserball
| Wettbewerb         | Männer |
| ------------------ | --- |
| Athleten           | Josip Pavić Damir Burić Miho Bošković Nikša Dobud Maro Joković Petar Muslim Frano Vićan Andro Bušlje Sandro Sukno Samir Barać Igor Hinić Paulo Obradović Ivan Buljubašić |
| Trainer            | Ratko Rudić |
| Gruppenphase       | Griechenland (8:6) Spanien (8:7) Italien (11:6) Australien (11:6) Kasachstan (12:4)                                                                                      |
| Viertelfinale      | USA (8:2) |
| Platzierungsspiele | – |
| Halbfinale         | Montenegro (7:5) |
| Finale             | Italien (8:6) |
| Platzierung        | Gold |